# Txuvànskoie
Txuvànskoie (en rus: Чуванское) és una localitat rural del districte autònom de Txukotka, a Rússia, que el 2018 tenia 175 habitants. Fou fundada el 1930 com a explotació agrària col·lectiva.